# Terrifier 3
Terrifier 3 ist ein US-amerikanischer Slasher-Film von Regisseur und Drehbuchautor Damien Leone, der am 11. Oktober in die US-amerikanischen und am 31. Oktober 2024 in die deutschen Kino kam. Es handelt sich um eine Fortsetzung zu Terrifier 2 aus dem Jahr 2022, in der David Howard Thornton und Lauren LaVera erneut die Hauptrollen des Horrorclown Art und des Final Girls Sienna Shaw übernahmen.

## Handlung
Nachdem Art von Sienna enthauptet worden ist, macht sich sein kopfloser Körper auf den Weg zur örtlichen Psychiatrie. Dort hat die Insassin Vicky Heyes sein neues Haupt zur Welt gebracht, mit dem sich der Clown wieder zusammensetzen kann. Vicky wird fortan zu Arts neuer Wegbegleiterin; beide schlachten den Aufseher Burke ab, verfallen wenig später aber in einem abgelegenen Haus in eine leblose Starre. Als das Gebäude fünf Jahre später geräumt werden soll, erwecken zwei Arbeiter Art und Vicky in der Vorweihnachtszeit versehentlich wieder zum Leben, woraufhin sich der Horrorclown abermals auf einen blutigen Kreuzzug durchs Miles County begibt.
Zur selben Zeit wird Sienna aus der psychiatrischen Behandlung entlassen und von ihrer Tante Jess zu sich geholt. Noch immer hat sie mit den Ereignissen zu kämpfen und leidet unter Schuldgefühlen und Halluzinationen ihrer verstorbenen Freunde. Von ihrem Bruder Jonathan hat sie sich zunehmend entfernt, da er nun am College studiert und weitaus besser mit den Geschehnissen klarzukommen scheint. In der sicheren Umgebung von Jess und ihrem Ehemann Greg möchte Sienna nur eine besinnliche Weihnachtszeit verbringen, doch ihre neugierige Cousine Gabbie versucht ständig, sie über Art auszufragen und ihr persönliches Tagebuch zu lesen.
Als Sienna gemeinsam mit Gabbie in einer Mall Weihnachtsgeschenke kaufen geht, ist sie der Meinung, Art in einem Weihnachtsmannkostüm gesehen zu haben. Zunächst erzählt sie niemandem von ihrer vermeintlichen Sichtung, da sie befürchtet, für verrückt gehalten zu werden. Als sie später jedoch im Fernsehen sieht, dass es im Einkaufszentrum zu einer Explosion mit zahlreichen Toten kam, ist sich Sienna sicher, dass Art zurückgekehrt ist. Nach Rücksprache mit Jonathan beschließt sie, das magische Schwert zurückzuholen, das sie nach ihrem ersten Sieg über Art vergraben hatte. Ihr Bruder kündigt zeitgleich an, seine noch verbliebene Familie über die Feiertage besuchen zu wollen.
Sienna versucht ihre Tante von der von Art ausgehenden Gefahr zu überzeugen, wird aber für emotional instabil gehalten und nicht ernst genommen. Als sie am Weihnachtsabend durch Lärm geweckt wird, findet Sienna den enthaupteten Körper von Greg an die Wand genagelt vor. Art und die als sein Sprachrohr fungierende Vicky nehmen Sienna gefangen, töten Jess vor ihren Augen und offenbaren zudem, dass Art auch an Jonathans College ein Massaker verübt hat, dem Siennas Bruder zum Opfer fiel. Beide wollen ebenso ihre kleine Cousine Gabbie umbringen, doch durch eine List gelingt es Sienna, in den Besitz des magischen Schwertes zu kommen. Mit der Waffe enthauptet sie Vicky und verwundet Art schwer, doch als sich ein Portal öffnet und Gabbie hinabzufallen droht, entscheidet sich Sienna für die Rettung ihrer Cousine und gegen die Vernichtung des Horrorclowns. Trotz großer Anstrengungen fällt Gabbie in die Dunkelheit hinab, woraufhin sich Sienna entschließt, nach ihr suchen zu wollen. Art hat gleichzeitig die Flucht angetreten.

## Produktion

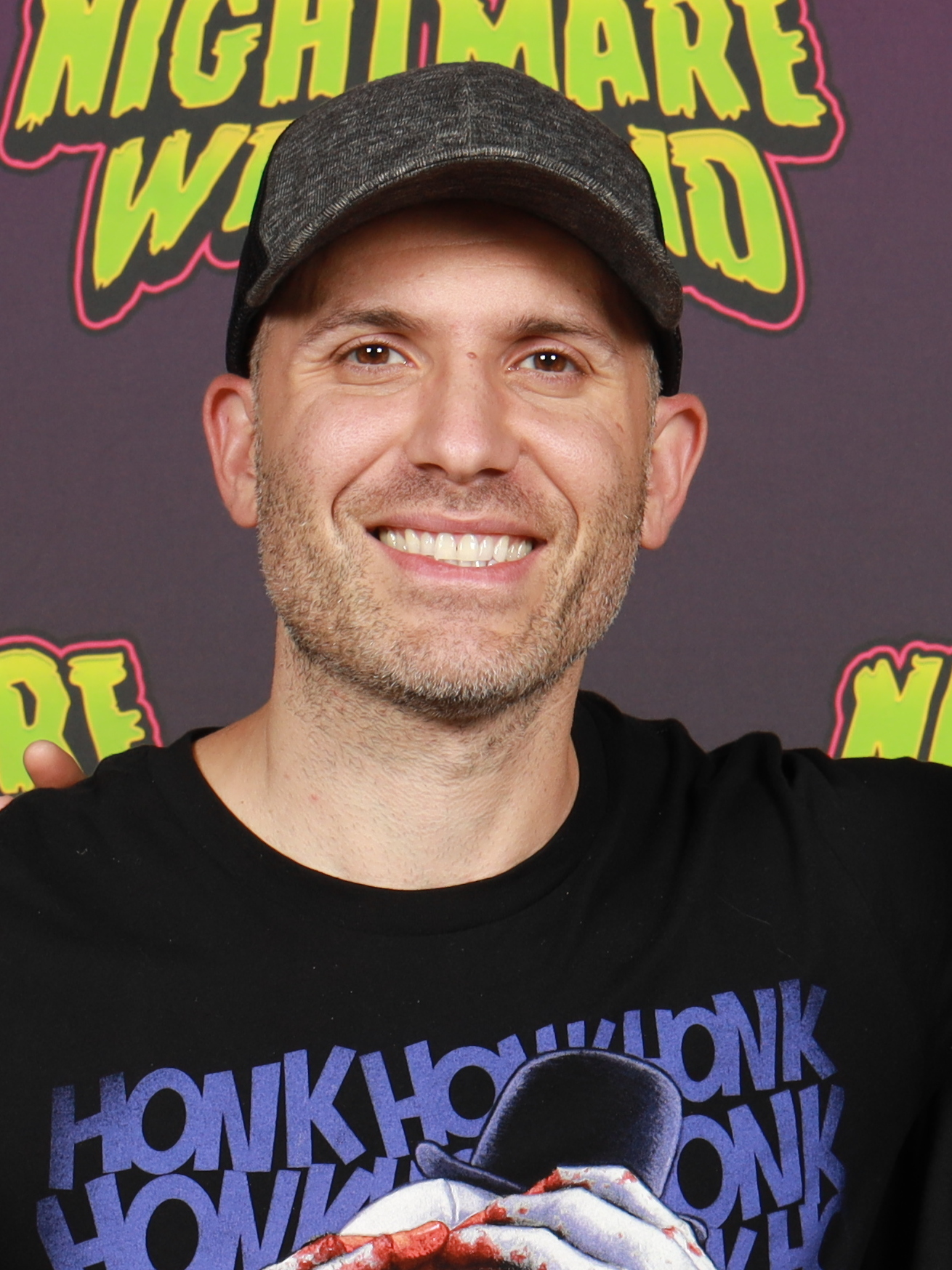
Regisseur Damien Leone

Noch vor der Veröffentlichung von Terrifier 2 verkündete Art-the-Clown-Darsteller David Howard Thornton, dass die Fortsetzung mit einem „dritten Film im Kopf“ konzipiert wurde, an dessen Drehbuch bereits gearbeitet wurde. Nach dem finanziellen Erfolg von Terrifier 2 an den Kinokassen gab auch Regisseur und Drehbuchautor Damien Leone an, dass die grobe Geschichte für Terrifier 3 stehe, ehe ein dritter Teil im Mai 2023 offiziell angekündigt wurde. Für den Film orientierte sich Leone wieder mehr an der Tonalität vom Originalfilm Terrifier, den er als einfachen und altmodischen Slasher mit einem bösen Unterton beschrieb. Der Filmemacher wollte dabei auf nicht genutzte Tötungssequenzen der beiden Vorgängerfilme zurückgreifen und so den Gore-Faktor verstärken.
Neben Produzent Phil Falcone waren auch die beiden Hauptdarsteller David Howard Thornton und Lauren LaVera erneut an Terrifier 3 beteiligt. Zu den weiteren Rückkehrern innerhalb der Darstellerriege zählten Elliott Fullam, Samantha Scaffidi, Chris Jericho und Kailey Hyman. Als Neuzugänge schlossen sich Daniel Roebuck, Jason Patric, Margaret Anne Florence, Bryce Johnson, Tom Savini, Antonella Rose, Krsy Fox und Clint Howard der Besetzung an.
Die Dreharbeiten mit Kameramann George Steuber erfolgten von Februar bis Mitte April 2024 in New York; Nachdrehs fanden Mitte Juni 2024 statt. Im Unterschied zu beiden Vorgängerfilmen stand Terrifier 3 dabei ein erheblich höheres Produktionsbudget von etwa zwei Millionen US-Dollar zur Verfügung. Dies ermöglichte es Leone erstmals, professionelle Maskenbildner zu engagieren, wodurch er sich eine kürzere Drehzeit versprach. Die Metalband Ice Nine Kills steuerte den offiziellen Filmsong A Work of Art zum Soundtrack bei, während Paul Wiley abermals die Filmmusik komponierte.
Die Marketingkosten betrugen etwa eine halbe Million US-Dollar. Ein Teaser zum Film wurde ab dem 1. November 2023 im Zuge der Wiederveröffentlichung von Terrifier 2 in US-amerikanischen Kinos gezeigt. Ein erster Trailer wurde am 24. Juli 2024 veröffentlicht; ein zweiter folgte am 28. August 2024. Die Weltpremiere erfolgte am 19. September 2024 auf dem Fantastic Fest, ehe später auch eine Aufführung auf dem Beyond Fest stattfand. Im Anschluss kam Terrifier 3 am 11. Oktober in die US-amerikanischen und am 31. Oktober 2024 in die deutschen Kinos. Später wurde der Film exklusiv ins Programm des Streamingdienstes Screambox aufgenommen.

## Synchronisation
Die deutschsprachige Synchronisation entstand nach einem Dialogbuch von Michael Himpler und unter der Dialogregie von Frank Gala bei Legendary Units.
| Rolle                  | Darsteller        | Synchronsprecher  |
| ---------------------- | ----------------- | ----------------- |
| Sienna Shaw            | Lauren LaVera     | Lisa Müller       |
| Victoria „Vicky“ Heyes | Samantha Scaffidi | Anna Luise Borner |
| Greg Shaw              | Bryce Johnson     | Ulrich Blöcher    |
| Cole                   | Mason Mecartea    | Heinrich Bennke   |
| Santa Claus            | Daniel Roebuck    | Sven Brieger      |
| Smokey                 | Clint Howard      | Marko Bräutigam   |
| Eddie                  | Bradley Stryker   | Bastian Sierich   |
| Adam Burke             | Chris Jericho     | Armin Schlagwein  |
| Brooke                 | Kailey Hyman      | Nathalie Thiede   |
| Augenzeuge             | Tom Savini        | Sven Riemann      |

## Rezeption

### Altersfreigabe
In den Vereinigten Staaten wurde Terrifier 3 vom verantwortlichen Filmverleiher Cineverse nicht zur Bewertung bei der MPA eingereicht, sodass der Film ungeprüft in den Kinos anlief. Dadurch musste sich Cineverse nicht an die vom Verband festgelegten Vorgaben für eine Veröffentlichung halten, was bei einem wahrscheinlichen NC-17-Rating den grundsätzlichen Ausschluss von Zuschauern unter 17 Jahren bedeutet hätte. Noch vor der COVID-19-Pandemie wären solche ungeprüften Filme unter anderem aufgrund starker Werbeeinschränkungen in nur wenigen Kinos gezeigt worden – Terrifier 2 wurde so etwa nur in 770 Lichtspielhäusern und oftmals nur einmal am Tag aufgeführt – doch Terrifier 3 erhielt stattdessen einen landesweiten Start in über 2.500 Kinos. Von den drei großen US-amerikanischen Kinoketten AMC, Cinemark und Regal wurde der Film dabei so behandelt, als hätte er ein R-Rating, was den Zutritt für Minderjährige in Begleitung eines Elternteils erlaubte. Die Kinobetreiber verzeichneten außerdem einen starken Anstieg bei verkauften Eintrittskarten für den parallel laufenden Animationsfilm Der wilde Roboter, was mutmaßlich darauf zurückzuführen war, dass sich viele Teenager auch heimlich Zutritt zu Vorführungen von Terrifier 3 verschafften.
In Frankreich wurde die Vorführung des Films hingegen für Personen unter 18 Jahren grundsätzlich verboten, was zuletzt beim Splatterfilm Saw III im Jahr 2006 geschehen war. Auch in Deutschland erhielt Terrifier 3 von der FSK für Kinovorführungen eine äquivalente Freigabe ab 18 Jahren nicht feiertagsfrei. Für eine DVD- und Blu-ray-Auswertung lehnte die Prüfstelle eine Freigabe der ungeschnittenen Fassung jedoch aufgrund strengerer Maßstäbe im Heimkinobereich zunächst ab. Anstatt die ungekürzte Schnittfassung von Terrifier 3 wie bei den Vorgängerfilmen daher ungeprüft zu veröffentlichen, reichte der verantwortliche Verleiher Tiberius den Film für eine juristische Prüfung bei der SPIO ein, wo dem Werk „keine schwere Jugendgefährdung“ bescheinigt wurde. Die FSK erteilte einer um sechseinhalb Minuten gekürzten Schnittfassung in einem Berufungsverfahren schließlich eine Freigabe ab 18 Jahren fürs Heimkino.

### Kritiken
Terrifier 3 konnte 78 % der 122 bei Rotten Tomatoes gelisteten Kritiker überzeugen und erhielt dabei eine durchschnittliche Bewertung von 6,4 Punkten. Die Seite zieht das Fazit, dass die Fortsetzung ein blutig-fantastisches Geschenk für die Feiertage und nicht nur bei der Weihnachtsstimmung treffsicher sei, sondern auch bei allem anderen, was den Weg von Art the Clown kreuze. Bei Metacritic erhielt der Film basierend auf 19 Rezensionen einen Metascore von 62 von 100 möglichen Punkten.
Als „bester Film des Franchises“ wird Terrifier 3 von Alison Foreman in ihrer Filmkritik für IndieWire beschrieben. Die Mischung aus schockierendem Horror und scharfer Komödie lote bereits in einer atemberaubenden Eröffnungssequenz die Grenzen des Genres aus und stelle so das Talent des Kreativteams hinter dem Film erneut unter Beweis. Die Geschichte sei zwar albern, doch trotz des weihnachtlichen Settings intensiv und dank der Slapstick-Possen von Art nie langweilig. Das von Damien Leone verfasste Drehbuch sei dabei selbstbewusster und wisse, wie man eine feministische Fantasy-Heldin schreibt, womit die frauenfeindlichen Töne des ersten Teils korrigiert werden würden. Auch Hauptdarstellerin Lauren LaVera erweise sich erneut als echte Scream-Queen und erforsche den erkennbaren Archetyp einer traumatisierten Heldin.
Auch Owen Gleiberman von Variety sieht in Terrifier 3 den „krankesten Teil des gruselig-erfinderischen Franchises“, mit dem die Terrifier-Reihe und der von David Howard Thornton höllisch gut verkörperte Art nun endgültig als Marke angekommen seien. Der Horrorclown treibe dabei das Konzept des mörderischen Sadismus auf eine neue Ebene und sei der skandalöse Höhepunkt in einer Reihe von Slasher-Killern wie Freddy Krueger, Jason Voorhees oder Michael Myers. Der Gewaltporno-Exploitationfilm setze auf das „e“ in „extrem“ und mache das, was andere Slasher-Filme nie zeigen wollten, wobei Regisseur Damien Leone wisse, wie man diese Gore- und Splatter-Oper inszeniert. Dennoch merkt Gleiberman an, dass Terrifier 3 eigentlich nur eine Aneinanderreihung von Versatzstücken sei und sich der Vorgängerfilm insgesamt nahtloser angefühlt habe.
Etwas kritischer zeigt sich Erik Piepenburg von der New York Times. Zwar überschreite auch weiterhin niemand die Grenzen des Horrorfilms so sehr wie Regisseur Damien Leone, wenn er mit Art aufs Gas drückt und den Zuschauern ein extrem grausames Weihnachtsgeschenk abliefere. Auch der für die praktischen Effekte verantwortliche Maskenbildner Christien Tinsley erweise sich als Meister seines Handwerks. Doch im Vergleich zu den Vorgängerfilmen hinke Terrifier 3 hinterher. So sei die Laufzeit aufgebläht, das Drehbuch unkonzentriert und das Erzähltempo uneinheitlich.
Ein enttäuschtes Fazit zieht auch Brian Tallerico von RogerEbert.com, der Terrifier 3 zwar viel Handlung, aber eine überaus dünne Geschichte bescheinigt. Der lächerlich blutige Film biete zwar unbestreitbar ein Splatterfest und könne mit abgefahrenen Make-up-Effekten und der phänomenalen Darbietung von Hauptdarsteller David Howard Thornton beeindrucken. Doch das Drehbuch lasse Leone weiterhin im Stich, vermische seichte Mythologie mit grauenhaften Dialogen und lächerlichen Füllerszenen, wodurch die Laufzeit erneut aufgebläht werde. So sehne sich der Zuschauer verzweifelt nach weiteren grausamen Taten von Art, um der Langeweile zu entkommen, doch die Gestaltung und Ausführung dieser Tötungssequenzen sei zu übertrieben.

### Publikumserfolg
Am Startwochenende konnte sich Terrifier 3 in den Vereinigten Staaten als Independent-Film überraschend gegen den Blockbuster Joker: Folie à Deux durchsetzen und mit einem Einspielergebnis in Höhe von 18,3 Millionen US-Dollar die Spitzenposition der US-amerikanischen Kino-Charts belegen. Als Gründe für den Erfolg wurden ausgemacht, dass Terrifier 3 der Film gewesen sei, den Genrefans eigentlich von Joker: Folie à Deux erwartet hätten,  und andere Mainstream-Horrorreihen mittlerweile so zurückhaltend und auf Sicherheit bedacht seien, dass sich der Slasher-Film wie etwas anfühle, das eigentlich nicht auf der großen Leinwand zu sehen sein sollte.
In Deutschland musste sich Terrifier 3 am Startwochenende nur Venom: The Last Dance geschlagen geben, konnte mit rund 285.000 verkauften Kinotickets aber den besucherstärksten Kinostart eines Horrorfilms im Jahr 2024 verzeichnen. Obwohl der Film dabei aufgrund des von der FSK verhängten Feiertagsverbots in einigen katholisch geprägten Bundesländern an Allerheiligen nicht vorgeführt werden durfte, übertraf Terrifier 3 bereits nach zwei Tagen die Besucherzahlen des gesamten Vorgängerfilms und wurde zum Kinohit.
Mit weltweiten Einnahmen in Höhe von 89,2 Millionen US-Dollar, davon allein 54,0 Millionen in den Vereinigten Staaten, handelt es sich bei Terrifier 3 um den finanziell erfolgreichsten ungeprüften Film der Geschichte. In Deutschland verzeichnete die Fortsetzung insgesamt 560.570 Kinobesucher.

### Auszeichnungen
Indiana Film Journalists Association Awards 2024
- Nominierung für die Besten Spezialeffekte (Christien Tinsley)[37]

## Fortsetzung
Im September 2024 bestätigte Regisseur Damien Leone noch vor dem Kinostart von Terrifier 3, dass er auch einen vierten Teil inszenieren werde. Ob es sich dabei um den Abschluss der Filmreihe handle oder erst in einem möglichen fünften Teil das bereits angestrebte Ende umgesetzt werde, ließ der Filmemacher dabei offen.